# Lajos Kürthy
Dans le nom hongrois Kürthy Lajos, le nom de famille précède le prénom, mais cet article utilise l’ordre habituel en français Lajos Kürthy, où le prénom précède le nom.
Lajos Kürthy (né le 22 octobre 1986) est un athlète hongrois, spécialiste du lancer du poids et du lancer du disque. Il mesure 1,91 m pour 123 kg. Son club est le Mohácsi TE.

## Biographie
Il a battu le record national junior avec 20,01 m à Mohács le 15 octobre 2003 (poids de 5 kg). Son meilleur résultat est 20,78 m (2008).
5e aux Championnats d'Europe en salle de Turin du 8 mars 2009 avec 20,04 m (poids de 6 kg), il remporte la Coupe d'Europe hivernale des lancers à Los Realejos le 14 mars de la même année (20,06 m).
Au disque, son meilleur résultat est le record national junior en 63,55 m, réalisé à Pécs en 2004.

### Palmarès
| Date | Compétition                          | Lieu         | Résultat | Épreuve          | Performance |
| ---- | ------------------------------------ | ------------ | -------- | ---------------- | ----------- |
| 2005 | Championnats d'Europe juniors        | Kaunas       | 2e       | Lancer du poids  | 19,65 m     |
| 2005 | Championnats d'Europe juniors        | Kaunas       | 2e       | Lancer du disque | 59,75 m     |
| 2009 | Championnats d'Europe en salle       | Turin        | 5e       | Lancer du poids  | 20,04 m     |
| 2009 | Coupe d'Europe hivernale des lancers | Los Realejos | 1er      | Lancer du poids  | 20,06 m     |
| 2010 | Coupe d'Europe hivernale des lancers | Arles        | 3e       | Lancer du poids  | 20,07 m     |
| 2012 | Championnats d'Europe                | Helsinki     | 9e       | Lancer du poids  | 19,55 m     |

### Records
| Épreuve         | Épreuve      | Performance | Lieu     | Date            |
| --------------- | ------------ | ----------- | -------- | --------------- |
| Lancer du poids | En plein air | 20,78 m     | Mohács   | 3 octobre 2008  |
| Lancer du poids | En salle     | 20,23 m     | Budapest | 20 février 2010 |